# Myrmarachne rufisquei
Myrmarachne rufisquei là một loài nhện trong họ Salticidae.
Loài này thuộc chi Myrmarachne. Myrmarachne rufisquei được Lucien Berland & Millot miêu tả năm 1941.